# Rozivka, Korosten
Rozivka (în ucraineană Розівка) este un sat în comuna Veselivka din raionul Korosten, regiunea Jîtomîr, Ucraina.

## Demografie
Componența lingvistică a localității Rozivka
     Ucraineană (97,25%)
     Rusă (2,75%)
Conform recensământului din 2001, majoritatea populației localității Rozivka era vorbitoare de ucraineană (97,25%), existând în minoritate și vorbitori de rusă (2,75%).